# Felix Brych
Felix Brych (Múnic, 3 d'agost de 1975) és un àrbitre de futbol alemany. Brych va començar a arbitrar a la Bundesliga el 2004 i fou nomenat àrbitre internacional de la FIFA el 2007. Fora de l'àmbit futbolístic, Brych exerceix com a advocat, i ha escrit el seu doctorat sobre els esports.

## Carrera arbitral
Va arbitrar el seu primer partit a la màxima categoria internacional l'octubre de 2007, fent-se càrrec del partit en què Romania va guanyar 2-0 sobre Luxemburg a la classificació per a l'Eurocopa 2008. El febrer de 2008, va ser anunciat per arbitrar el partit de la Ronda de 32ns de la Copa de la UEFA 2007-08 entre el Panathinaikos FC i el Rangers, i l'octubre de 2008, va arbitrar el partit del Grup D de la Lliga de Campions de la UEFA 2008-09 entre el Liverpool FC i el PSV Eindhoven. L'octubre de 2011 arbitrà el partit entre el Manchester United FC i el Oţelul Galaţi corresponent al Grup C de la Lliga de Campions de la UEFA 2011-12, en què fou responsable d'una controvertida expulsió de Nemanja Vidić.
També va ser l'àrbitre principal de la Semifinal de la Lliga de Campions de la UEFA 2011-12 on es van enfrontar el Chelsea FC i el FC Barcelona, que va posar fi a victòria dels anglesos sobre el campió defensor.
El març de 2013, la FIFA el va incloure en la llista de 52 àrbitres candidats per la Copa del Món de Futbol de 2014 al Brasil. El gener de 2014, la FIFA el va incloure a la llista definitiva d'àrbitres pel mundial.
El 12 de maig de 2017, Brych fou escollit com a àrbitre per la final de la Lliga de Campions de la UEFA, jugada a Cardiff el 3 de juny de 2017 entre la Juventus FC i el Reial Madrid. El 29 de març fou seleccionat com a àrbitre per al Copa del Món de Futbol de 2018 a Rússia.